# Komische Geschichten mit Georg Thomalla
Komische Geschichten mit Georg Thomalla ist eine Comedy-Fernsehreihe der ARD, die in den Jahren 1961 bis 1971 ausgestrahlt wurde. Der Komiker und Schauspieler Georg Thomalla gibt in den zwölf Folgen in verschiedenen Rollen den typischen „kleinen Mann“ mit seinen Problemen des Alltags.

## Handlung
In den zwölf in sich abgeschlossenen Episoden spielt Georg Thomalla den deutschen Durchschnittsbürger mit seinen Schwächen und Unzulänglichkeiten. Immer wieder gelangt er in komische Situationen, beispielsweise in einem streikenden Aufzug, als „mutiger“ Blutspender, als Hörfunksprecher oder bei der Partnerschaftsvermittlung.

## Hintergrund
Die ins Deutsche übertragenen Drehbücher der britischen Fernsehserie Hancock (1961) von Alan Simpson und Ray Galton dienten als Vorlage für diese Reihe. In den Jahren 1961 und 1962 wurden insgesamt vier in Schwarz-Weiß produzierte Folgen ausgestrahlt. Erst 1969 und 1971 gab es in Farbe weitere acht Episoden, in denen Georg Thomalla durchgehend die Rolle des Tommi spielte.

## Schauspieler
Die folgende Tabelle zeigt die Schauspieler mit drei oder mehr Auftritten, die meist in verschiedenen Rollen erfolgten. Gastdarsteller waren unter anderen Elisabeth Wiedemann, Horst Michael Neutze, Friedrich Schoenfelder, Bum Krüger, Katharina Brauren, Willy Semmelrogge und Harry Wüstenhagen.
| Schauspieler   | Folgen |
| -------------- | ------ |
| Walter Kohut   | 3      |
| Oscar Müller   | 4      |
| Ruth Papendick | 4      |
| Gretl Schörg   | 5      |
| Georg Thomalla | 12     |
| Hans Timerding | 6      |
| Ewald Wenck    | 3      |

## Episoden
| Folge | Titel                      | Erstausstrahlung |
| ----- | -------------------------- | ---------------- |
| 1     | Der Funk-Amateur           | 8. Dezember 1961 |
| 2     | Der Lift                   | 2. März 1962     |
| 3     | Der Blutspender            | 27. April 1962   |
| 4     | Onkel Josef                | 17. August 1962  |
| 5     | Tommi bekommt Besuch       | 5. März 1969     |
| 6     | Tommi sucht Anschluß       | 30. April 1969   |
| 7     | Tommi und der Krimi        | 18. Juni 1969    |
| 8     | Tommi und der Schnupfen    | 23. Januar 1971  |
| 9     | Tommi und das Fernsehen    | 9. Februar 1971  |
| 10    | Tommi und die neue Wohnung | 6. März 1971     |
| 11    | Tommi macht einen Diener   | 31. März 1971    |
| 12    | Tommi und kein Telefon     | 17. April 1971   |

## DVD-Veröffentlichung
Die Serie wurde am 26. August 2011 in einer Komplettbox mit allen 12 Folgen von Studio Hamburg Enterprises veröffentlicht.